# 大学预科 (中国)
中华人民共和国的大学教育体系中有预科的设置，作为高等教育中大学本科、专科或硕士研究生阶段前预备并与之相衔接的阶段。

## 概况
中国大陆的高等教育体系培养学生一般通过高考录取后直接进入本科、专科阶段就读。因此，预科阶段在中国大陆的高等学校中并不常见，一般是出于特殊考量（如政策指令、出国留学等）而设置。

## 类型
- 民族预科：由政府为培养少数民族人才、加速发展少数民族地区和边远地区而设置。考生完成预科阶段学习后，经考试合格直接进入招生院校的本科（专科）学习。民族预科一般专门录取少数民族学生，也有部分院校为少数民族聚居地区的汉族学生设置名额。[1][2]在越南等国家的大学教育体系中，也有类似的培养体系。[3]
- 留学预科：为就读国外大学而设置，以适应国外的学习方式（非必须，具体视目的地国家或院校的要求而决定）。
- 定向预科：通过降低分数等优惠条件招收学生，毕业生以合约方式到指定地点就业。